# Alisha Childress
Alisha Childress, född Glass 5 april 1988 i Leland i Michigan, är en amerikansk volleybollspelare. Hon vann VM 2014 med USA:s landslag. 
Hon debuterade i landslaget år 2009 och världsmästare blev hon i samband med VM-turneringen 2014. Glass avslutade sin spelarkarriär 2017 Därefter födde hon tre barn samt var assisterande tränare både för USA:s damlandslag (2018) samt för Stanford Cardinals (2019/2020) innan hon 2022 återvände till att spela professionell volleyboll, nu för Athletes Unlimited. Sedan 2023 spelar hon för Vegas ThrillRedigera i Pro Volleyball Federation.